# Jewgienij Lebiediew (aktor)
Jewgienij Aleksiejewicz Lebiediew (ros. Евгeний Алeксeeвич Лeбeдeв, ur. 2 stycznia?/15 stycznia 1917 w Bałakowie, zm. 9 czerwca 1997 w Petersburgu) – rosyjski aktor teatralny i filmowy.

## Życiorys
Był synem popa. Od 1927 wychowywał się i uczył w Samarze, w 1932 wstąpił do lokalnego teatru młodzieży robotniczej, w 1933 przeniósł się do Moskwy i wstąpił do studia przy Teatrze Armii Czerwonej, 1936-1937 uczył się w Centralnym Technikum Sztuki Teatralnej, potem w Moskiewskiej Miejskiej Szkole Teatralnej, którą ukończył w 1940. Pracował w rosyjskim Teatrze Młodego Widza w Tbilisi, a od 1949 w Moskwie, m.in. w Teatrze Towstogonowa, a od 1956 w Wielkim Teatrze Dramatycznym (nazwanym później jego imieniem). Zagrał m.in. role Bystronogiego w Historii konia według Tołstoja i Arturo Ui w Karierze Artura Ui według Brechta w reżyserii Erwina Axera. Zagrał również w ponad 70 filmach. 20 lutego 1968 otrzymał tytuł Ludowego Artysty ZSRR. 27 maja 1996 został honorowym obywatelem Petersburga.

## Odznaczenia i nagrody
- Medal Sierp i Młot Bohatera Pracy Socjalistycznej (23 czerwca 1987)
- Order Lenina (23 czerwca 1987)
- Order „Za zasługi dla Ojczyzny” III klasy (15 stycznia 1997)
- Order Czerwonego Sztandaru Pracy (27 stycznia 1977)
- Nagroda Stalinowska I klasy (1950)
- Nagroda Leninowska (1986)
- Nagroda Państwowa ZSRR (1968)

I inne.